# Prelà
Prelà es una localidad y comune italiana de la provincia de Imperia, región de Liguria, con 505 habitantes.

## Evolución demográfica
| Gráfica de evolución demográfica de Prelà entre 1861 y 2001 |
|                                                             |
| Fuente ISTAT - elaboración gráfica de Wikipedia             |